# Daud Khan Karrani
Daud Khan Karrani reinó desde 1572 hasta el 12 de julio de 1576 y fue el hijo más joven del gobernante  bengalí Sulaiman Khan Karrani. Durante el reinado de su padre, comandó un ejército masivo de 40 000 jinetes, 3600 elefantes, 140 000 infantes y 200 cañones. Invadió las regiones del sudoeste de la India actual.

## Guerra mogol-afgana
Daud Khan estaba descontento de estar bajo el dominio del emperador mogol  Akbar el Grande —que fue gobernante del Imperio mogol desde 1556 hasta 1605 y se le consideraba el mayor de los emperadores mogoles— por lo que decidió luchar contra el ejército de Delhi y seguir siendo el conquistador de Bengala.

## Invasión de Jamania
Akbar el Grande evadió a Daud Khan una vez que este invadió Jamania cerca de Ghazipur. El ejército bengalí arrasó la ciudad de Jamania y capturó su fuerte. Después de esto, Akbar finalmente ordenó al gobernador de Jaunpur, Munim Khan, que procediera contra Daud. Munim Khan conoció a su amigo Ludi Khan, el primer ministro de Daud, en Patna y optó por una tregua.
El acuerdo no complació ni a Akbar ni a Daud. Ludi Khan fue ejecutado más tarde por Daud.

## Batalla de Patna
En 1573, Munim Khan atacó a Bihar, obligando a Daud a retirarse y refugiarse en Patna. Daud envió a Katlu Lohani, al Gujar Khan Karrani y Sri Hari contra el ejército mogol. Munim Khan, junto con Todar Mal y Mansingh, realizó el primer ataque en Hajipur. Después de una feroz batalla, los bengalíes y los afganos estaban al borde de la victoria. Sin embargo, Akbar volvió a capturar el fuerte vecino de Hajipur, que era la fuente de las raciones para el ejército de su oponente. Los bengalíes, junto con los afganos, cayeron en apuros y se retiraron a Bengala. Akbar regresó a la capital después de nombrar a Munim Khan como gobernador de Bihar y Bengal y a Todar Mal lo dejaron también para ayudarlo.

## Batalla de Tukaroi
El 3 de marzo de 1575 se libró una feroz batalla entre los mogoles y los afganos en Tukaroi. El resultado fue un empate y los afganos se retiraron a  Katak (hoy en Odisha, uno de los veintinueve estados forman la República de la India). Los mogoles capturaron la ciudad de  Tanda, la capital afgana de Bengala. Munim Khan transladó entonces la capital de Bengala de Tanda a Gaur. En el tratado de Katak, Daud cedió Bengala y Bihar a los mogoles, y solo retuvo Orissa entre sus posesionesn. Seis meses después se desató una plaga y Munim Khan murió repentinamente en octubre de 1575. El ejército mogol se vio obligado a retirarse de Bengala oriental por Kalapahar e Isa Khan. Daud marchó desde Orissa para volver a capturar Gaur.

## Batalla de Rajmahal
Akbar envió un nuevo ejército bajo el mando de Khan Jahan Quli para enfrentarse a su formidable enemigo Daud Khan. Capturó Teliagarhi y avanzó hacia Rajmahal. Los dos ejércitos se encontraron en el campo de batalla de Rajmahal. La batalla se prolongó durante un gran número de días. Dado que el enfrentamiento se estaba volviendo demasiado difícil para Akbar, solicitó al gobernador de Bihar, Muzaffar Khan Turbati y a otros generales que se unieran a él. Del otro lado, Daud estaba acompañado por otros líderes afganos principales como Junaid y Qutlu Khan Después de una feroz batalla el 12 de julio de 1576, Daud fue finalmente derrotado y ejecutado.
Después de su muerte, Bengala pasó a estar bajo el dominio directo de los mogoles como una subah con subahdars, una de las designaciones de un gobernador de una subah.